# Shusuke Shimada
Shusuke Shimada (島田 周輔 Shimada Shusuke?,  nacido el 10 de julio de 1976 en Kanagawa) es un exfutbolista japonés. Jugaba de delantero y su último club fue el Otsuka Pharmaceutical de Japón.

## Trayectoria

### Clubes
| Club                  | País  | Año         |
| --------------------- | ----- | ----------- |
| Yokohama Marinos      | Japón | 1995 - 1996 |
| Yokogawa Electric     | Japón | 1997 - 1998 |
| Albirex Niigata       | Japón | 1999        |
| Otsuka Pharmaceutical | Japón | 2000        |

## Palmarés

### Títulos nacionales
| Título    | Club             | País  | Año  |
| --------- | ---------------- | ----- | ---- |
| J1 League | Yokohama Marinos | Japón | 1995 |